# Катя Схюрман
Ка́тя Схю́рман (нід. Katja Schuurman; 19 лютого 1975, Утрехт, Нідерланди) — нідерландська акторка, кінорежисерка, співачка, журналістка і телеведуча.

## Біографія
Катя Схюрман народилась 19 лютого 1975 року в Утрехті (Нідерланди) в сім'ї нідерландця і суринамської китаянки. Її молодша сестра — акторка Біргіт Схюрман (нар.1977).

## Кар'єра
Кар'єра Каті Схюрман в якості акторки, кінорежисерки, співачки, журналістки і телеведучої триває з 1992 року.

## Приватне життя
З 8 серпня 2006 року одружена з актором Тейсом Ремером. 
1 квітня 2009 року перенесла викидень на 3-му місяці вагітності.
22 квітня 2010 народила доньку Семмі Ремер.